# Матушкино (Костромская область)
Матушкино — деревня в Красносельском районе Костромской области. Входит в состав Прискоковского сельского поселения.

## География
Находится в юго-западной части Костромской области на расстоянии приблизительно 13 км на восток по прямой от районного центра поселка Красное-на-Волге.

## История
Известна[кому?] с 1872 года, когда здесь (тогда две деревни Большое и Малое Матушкино) было учтено 9 и 2 двора соответственно, в 1907 году отмечено было 16 и 5 дворов соответственно. Сведений о дате объединения деревень нет.

## Население
Постоянное население составляло 56 и 11 человек для Большого и Малого Матушкино соответственно (1872 год), 56 и 21 (1897), 70 и 17 (1907), 23 в 2002 году (русские 96 %), 22 в 2022.